# Amt für Gebäude, Anlagen und Logistik - Luxemburg
Das Amt für Gebäude, Anlagen und Logistik - Luxemburg (OIL) ist eine Dienststelle der Europäischen Kommission und einer Generaldirektion gleichgestellt. Kommissarischer Leiter der Dienststelle ist José Miranda-Vizuete. Das Amt ist in Luxemburg angesiedelt.
Die Dienststelle ist u. a zuständig für Immobilienprojekte der Kommission, die Verwaltung und Unterhaltung der Gebäude der Kommission sowie für Logistikdienstleistungen, Verpflegung und Kinderbetreuung für die Beschäftigten.